# Elizabeth Montgomery
Elizabeth Victoria Montgomery (Los Angeles, 15 de abril de 1933 — Beverly Hills , 18 de maio de 1995) foi uma atriz norte-americana cuja carreira se estendeu por cinco décadas. Ela é lembrada principalmente por seus papéis em A Feiticeira como Samantha Stephens, em A Case of Rape como Ellen Harrod e em The Legend of Lizzie Borden como Lizzie Borden.

## Vida pessoal
Nascida em Los Angeles, Califórnia, Elizabeth Montgomery era filha do ator Robert Montgomery e sua esposa, a atriz da Broadway, Elizabeth Bryan Allen. Ela tinha uma irmã mais velha, Martha Bryan Montgomery, que morreu antes de ela nascer e um irmão, Robert Montgomery Jr., que nasceu em 1936. Ela frequentou a Escola de Spence.
Ela teve uma infância privilegiada, por ser rica e filha de famosos atores de Hollywood. Costumava passar os verões, em sua casa de campo em England, Estado de Nova Iorque onde montavam cavalos em companhia de celebridades. Freqüentou a Westlake School, uma escola de jovens refinadas da alta sociedade americana. Nesta escola, com cinco anos de idade, atuou pela primeira vez como suplente em uma produção de língua francesa Little Red Riding Hood, onde interpretou um lobo. Ela era uma mulher jovem, viva e bonita. Ela teve três crianças, Robert, William e Rebecca. Por duas vezes, a gravidez de Elizabeth, em meio as filmagens da série, justificaram o surgimento dos personagens Tabitha e Adam. Juntos eles foram responsáveis pela criação de Samantha Stephens, uma feiticeira que se casa com um mortal.
Seu primeiro casamento foi com o socialite de Nova York Frederick Gallatin Cammann, em 1954, o casamento durou pouco mais de um ano. Depois se casou com o ator Gig Young 1956-1963, e em seguida o diretor-produtor William Asher, em 1963. Trabalharam juntos no filme Johnny Cool. Eles tiveram três filhos: William Asher Jr. (24 de julho de 1964), Robert Asher (5 de outubro de 1965) e Rebecca Asher (17 de junho de 1969).
Em 1971, enquanto filmava a oitava temporada de A Feiticeira, ela se apaixonou pelo diretor Richard Michaels e foi morar com ele após a temporada haver terminado. O relacionamento durou dois anos e meio. Seu último casamento foi com o ator Robert Foxworth, em 28 de janeiro de 1993. Ela permaneceu casada com Foxworth até sua morte.

## Carreira

### Início de Carreira
Elizabeth fez sua estréia na televisão na série seu pai Robert Montgomery Presents, e sua estreia no cinema em 1955 em A Corte Marcial de Billy Mitchell, estrelado por Gary Cooper. Nesse filme ela atua com destaque no papel de uma jovem viúva que depõe como testemunha em um histórico tribunal militar. Em 1954 ela perdera o co-estrelato com Marlon Brando no filme On The Waterfront, dirigido por Elia Kazan.
Não obstante o bom desempenho no filme de 1955, ela voltou a trabalhar apenas na televisão. Sua carreira consistia em fazer aparições em veículos e em dramas e séries ao vivo, como o Studio One, Kraft Television Theater, Johnny Staccato, The Twilight Zone, The Eleventh Hour e Alfred Hitchcock Presents.
No inicio da década de 1960, Elizabeth voltou ao cinema. Ela foi escalada para um papel de uma socialite com Henry Silva e Sammy Davis, Jr. no filme gângster 'Offbeat, em 1963 de Johnny Cool e, no mesmo ano, com Dean Martin e Carol Burnett na comédia cinematográfica Who's Been Sleeping in My Bed?, dirigido por Daniel Mann, onde interpretava Mellisa Morris. Alfred Hitchcock a tinha em mente para personificar  a cunhada de Sean Connery, uma rival para a heroína no filme Marnie, mas Elizabeth estava indisponível devido ao seu compromisso com um novo show de televisão: A Feiticeira.

### A Feiticeira

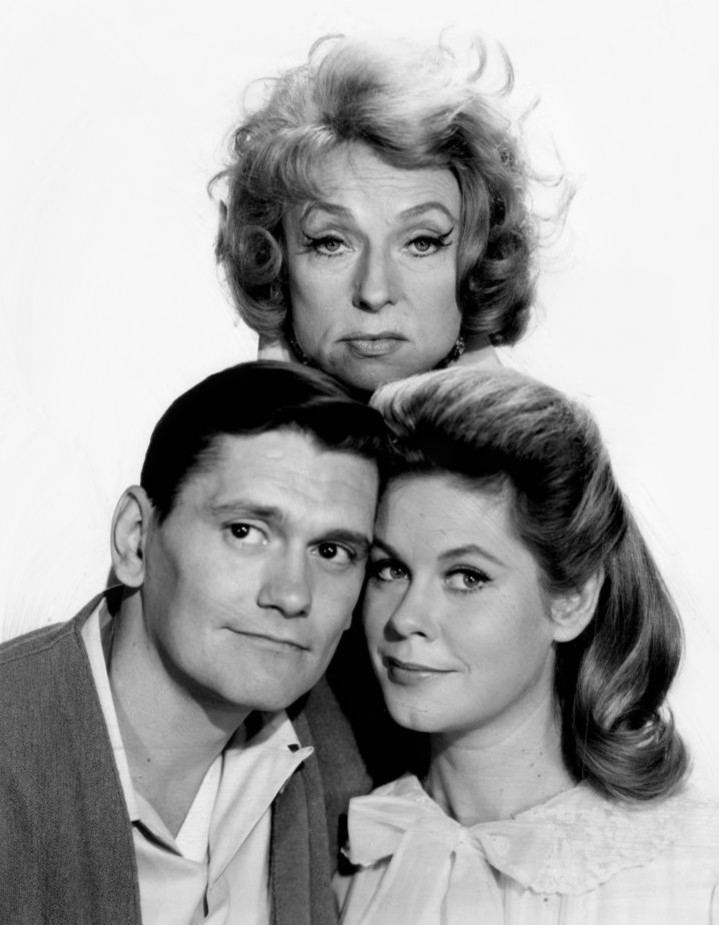
O trio protagonista de A Feiticeira em 1964

Elizabeth desempenhou o papel central da adorável feiticeira Samantha Stephens com Dick York (e mais tarde Dick Sargent), como seu marido na comédia de costumes da ABC: A Feiticeira. Ela também interpretou o papel de prima louca de Samantha, Serena, que volta e meia aparecia com sua guitarra. O show se tornou uma das séries de maior sucesso, na época. Estendeu-se por oito temporadas 1964-1972 e permanece popular ainda em nossos dias através da distribuição e versões em DVD. O show já havia recebido "carta-branca" para uma nona temporada pela rede de televisão, mas Montgomery, que pretendia fazer outras coisas, recuou. Ela também fez a voz de Samantha para um episódio de Os Flintstones.
Com A Feiticeira, Elizabeth Montgomery recebeu cinco Emmy e quatro indicações ao Globo de Ouro por seu papel. No seu auge criativo, A Feiticeira foi considerada uma das comédias mais sofisticadas no ar, e soube explorar com habilidade temas contemporâneos e delicadas questões sociais, dentro de um contexto de fantasia.

### Após A Feiticeira
Montgomery retornou ao seu "jeito-feiticeira" com espasmos de nariz e mágica nas telas em uma série de comerciais de televisão para a marca de biscoitos e cookies de chocolate "Mother", do conglomerado Lotte Group (1980-1983). Estes anúncios publicitários japoneses forneceram um salário lucrativo para ela mantendo-a fora da vista dos fãs não-japoneses e da indústria de Hollywood.

## Morte
Na primavera de 1995, Elizabeth Montgomery  foi diagnosticada com câncer colo-retal. Ela havia ignorado os sintomas da doença,   permitindo assim, que o quadro ficasse avançado demais,  para possibilitar a eficácia de qualquer tratamento. Não estando disposta a morrer em um hospital, e sem qualquer esperança de recuperação, ela optou por retornar à casa em que morava com Foxworth em Beverly Hills. Faleceu aos 62 anos de idade, em casa, às 8:27 da manhã, em companhia do marido e seus três filhos, Robert, Bill e Rebecca,  oito semanas após seu diagnóstico.
A cerimônia fúnebre foi realizada em 18 de junho de 1995, no Teatro Canon em Beverly Hills. Herbie Hancock, providenciou a música, e Dominick Dunne falou sobre seus primeiros dias como amigos em Nova York. Outros oradores incluíram Robert Foxworth, que leu as cartas simpatia dos fãs, sua enfermeira, seu irmão, sua filha e seu enteado. Foi cremada no Westwood Village Memorial Park Cemetery.

## Filmografia

### Filmes
- 1955 The Court-Martial of Billy Mitchell - Margaret Lansdowne
- 1963 Johnny Cool - Darien "Dare" Guinness
- 1963 Who's Been Sleeping in My Bed? - Mellisa Morris
- 1965 How to Stuff a Wild Bikini - Bwana's Daughter, The Witches Witch
- 1988 Coverup: Behind the Iran Contra Affair - Narradora
- 1992 The Panama Deception - Narradora

### Televisão
- 1951-1956 Robert Montgomery Presents - Várias personagens (27 episódios)
- 1953-1954 Armstrong Circle Theatre - Ellen Craig (2 episódios)
- 1954-1957 Kraft Television Theatre - Várias personagens (7 episódios)
- 1955-1958 Studio One - Várias personagens (3 episódios)
- 1956 Warner Bros. Presents - Laura Woodruff (1 episódio)
- 1956 Climax! - Betsy (1 episódio)
- 1958 Playhouse 90 - Mary Brecker (1 episódio)
- 1958 DuPont Show of the Month - Miss Kelly (1 episódio)
- 1958 Cimmarron City - Ellen Wilson (1 episódio)
- 1958 Alfred Hitchcock Presents - Karen (1 episódio)
- 1960 The Untouchables - Rusty Heller (1 episódio)
- 1961 The Twilight Zone - The Woman (1 episódio)
- 1964-1972 Bewitched - Samantha Stephens (254 episódios)
- 1966 Os Flintstones - Samantha Stephens (Voz) (1 episódio)
- 1972 The Victim - Kate Wainwright
- 1973 Mrs. Sundance - Etta Place
- 1974 A Case of Rape - Ellen Harrod
- 1975 The Legend of Lizzie Borden - Lizzie Borden
- 1976 Dark Victory - Katherine Merrill
- 1977 A Killing Affair - Vikki Eaton
- 1978 The Awakening Land Sayward - Luckett Wheeler
- 1979 Jennifer: A Woman's Story - Jennifer Prince
- 1979 Act of Violence - Catherine McSweeney
- 1980 Belle Starr - Belle Starr
- 1981 When the Circus Came to Town - Mary Flynn
- 1982 The Rules of Marriage - Joan Hagen
- 1983 Missing Pieces - Sara Scott
- 1984 Second Sight: A Love Story - Alaxandra McKay
- 1985 Amos - Daisy Daws
- 1985 Between the Darkness and the Dawn - Abigail Foster
- 1990 Face to Face - Dr. Diana Firestone
- 1991 Sins of the Mother - Ruth Coe
- 1992 With Murder in Mind - Gayle Wolfer
- 1993 The Black Widow Murders: The Blanche Taylor Moore Story Blanche - Taylor Moore
- 1994 The Corpse Had a Familiar Face - Edna Buchanan
- 1995 Deadline for Murder: From the Files of Edna Buchanan - Edna Buchanan
- 1995 Batman: The Animated Series - Barmaid (Voz) (1 episódio)